# Вьорт
Вьорт (на френски: Wœrth и на немски: Wörth an der Sauer, Вьорт ан дер Зауер) е село в департамент Ба Рен, област Елзас, Франция. То се намира недалеч от Висамбур на границата с Германия, западно от Карлсруе. Население 1814 жители от преброяването през 2007 г.

## История
Тук на 6 август 1870 г. се е състояла битката при Вьорт. Тя е първата голяма битка от Френско-пруската война, с повече от 100 000 души на бойното поле. Това също е един от първите сблъсъци, където войници от различни германски държави (Прусия, Баден, Бавария, Саксония и др.) се бият заедно. Тези факти карат някои историци да наричат бойното поле при Вьорт „люлката на Германия“.